# Iwielka
Iwielka (Iwełka, Iwelka w górnym biegu Hyrowa lub Chyrowa) – potok, prawobrzeżny dopływ Wisłoki o długości 22,1 km.
Potok płynie w Beskidzie Niskim i na Pogórzu Jasielskim. Jego źródła znajdują się na wysokości ok. 600–620 m n.p.m., na południowo-zachodnich stokach Chyrowej. Spływa początkowo ku południowemu zachodowi, lecz zaraz przy pierwszych zabudowaniach wsi Chyrowa skręca ku północy. Przeciska się wąską doliną pomiędzy Chyrową na wschodzie a Danią na zachodzie.  Przecina niewielką kotlinę, w której położona jest Iwla i omija Głojsce łukiem od wschodu. Poniżej Draganowej skręca szerokim łukiem na zachód, po czym w Tokach, poniżej Nowego Żmigrodu, na wysokości 270 m n.p.m. wpada do Wisłoki.
Tok nieuregulowany, poniżej Draganowej kręty i meandrujący. Woda czysta, życie biologiczne obfite. W wodach występuje m.in. kilka gatunków małży, rak szlachetny i pstrąg potokowy. Nad wodą spotkamy m.in. bociana czarnego i wydrę.
Na odcinku nieco ponad 1 km doliną Iwielki w Chyrowej biegną czerwone znaki Głównego Szlaku Beskidzkiego na odcinku z Kątów do Nowej Wsi. Fragment doliny Iwielki między Chyrową a Iwlą, na którym jesienią 1944 r. w trakcie Operacji Dukielskiej toczyły się wyjątkowo krwawe walki, nazwano ”Doliną Śmierci”.